# Taekwondo op de Paralympische Zomerspelen

Taekwondo is een van de sporten die op het programma van de Paralympische Spelen staan. Deze sport, ook parataekwondo genoemd, wordt beoefend door sporters met bepaalde fysieke mogelijkheden. De sport staat onder auspiciën van World Taekwondo (WT).

## Geschiedenis
Sinds 2009 organiseerde World Taekwondo jaarlijks de Para Taekwondo World Championships. De beslissing de sport toe te voegen aan het programma van de Paralympische Zomerspelen werd genomen tijdens een bijeenkomst van het Internationaal Paralympisch Comité in Abu Dhabi, Verenigde Arabische Emiraten in januari 2015. Taekwondo staat vanaf de Spelen van 2020 op het programma, voor het eerst tijdens de Spelen in Tokio in 2021.

## Classificatie
Op de Paralympische Spelen wordt enkel een competitie Kyorugi bekampt, Poomsae komt niet aan bod. De classificatie bij para taekwondo kyorugi voorzien enerzijds een classicatie voor personen met amputatie of musculaire dystrofie (K40), anderzijds voor dove atleten (K60). Binnen deze klassen wordt verder opgedeeld in functie van geslacht en gewicht.

## Evenementen
Er werd in een of meerdere klassen om de medailles gestreden (zie hiervoor de jaarartikelen).
| Editie      | Klassen                                                                                                  |
| ----------- | --- |
| Tokio 2020  | mannen - -61 kg - -75 kg - +75 kg vrouwen - -49 kg - -58 kg - +58 kg                                     |
| Parijs 2024 | mannen - -58 kg - -63 kg - -70 kg - -80 kg - +80 kg vrouwen - -47 kg - -52 kg - -57 kg - -65 kg - +65 kg |